# Ondřej Macík
Ondřej Macík (* 12. ledna 2001 Praha) je český atlet, reprezentant v běhu na 200 m. Jeho osobní rekord na této trati (20,39 sekund z MČR 2023 v Táboře) je také českým národním rekordem.
Na mistrovství světa 2023 v Budapešti postoupil do semifinále časem 20,40 s; kterým jen o setinu za svým národním rekordem zaostal. V anketě Atlet roku ve stejném roce zvítězil v kategorii Objev roku.
S atletikou podle svých slov začal poté, co na halovém ME v Praze v roce 2015 viděl čtvrtkařského šampiona Pavla Masláka.

## Osobní rekordy

### Dráha
- běh na 200 metrů – 20,39 s – 30. července 2023, Tábor

### Hala
- běh na 200 metrů – 20,83 s – 18. února 2024, Ostrava

### Národní štafetové rekordy
- štafeta 4 × 200 m (hala) – 1:24,31 min – 23. února 2020, Ostrava